# Геологический комитет
Геологический комитет (сокр. Геолком) — главное государственное геологическое учреждение в России. Геологическая служба России и СССР (1882—1930).
- 1882 — образован в Санкт-Петербурге для системного и комплексного изучения недр Российской империи и составления геологических карт.
- 1912 — Геологический Комитет Министерства Торговли и Промышленности.
- 1918 — Геологический Комитет ВСНХ
- 1930 — упразднён в январе 1930 года.

Возобновлён в 2023 году в АНО ГЕОЛКОМ

## История

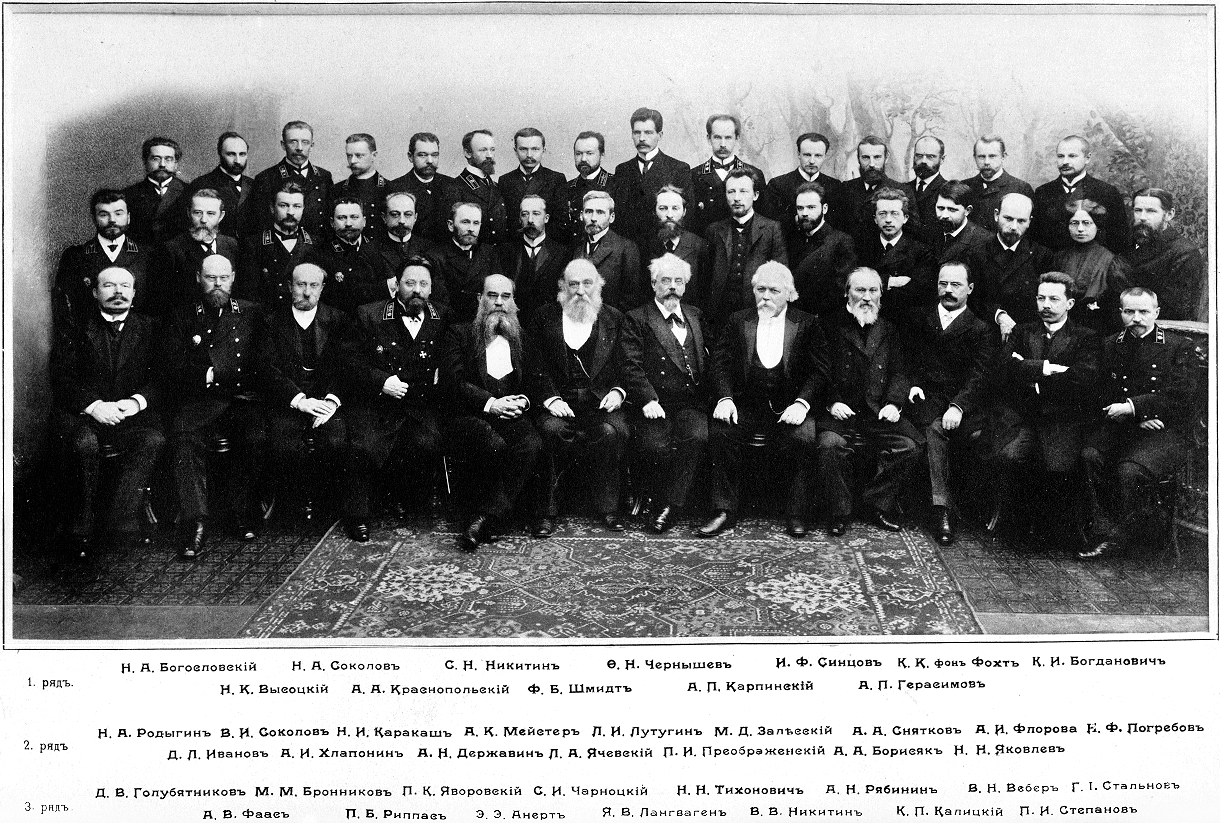
Геологический комитет в 1907 году

Геологический комитет был создан 19 (31) января 1882 года указом императора Александра III в составе Горного Департамента Министерства государственных имуществ.
В задачи Геолкома входило систематическое изучение геологического строения страны и минеральных богатств её недр, проведение регионального геологического картирования, а позднее и систематическое описание геологического строения территории Российской империи.
В 1912 году Николаем II был утвержден одобренный Государственным советом и Государственной Думой Закон «Об установлении Положения о Геологическом комитете и штата сего комитета». В нём, по существу сохранились без изменения главные основания, на которых были построены Положения о Геологическом комитете 1882 и 1897 годов.
В 1914 году входил в состав Министерства торговли и промышленности Российской империи.
В 1912—1916 годах в Санкт-Петербурге было построено новое здание для Геологического комитета, по адресу Средний проспект, д. № 74/19-я линия, д. № 20 — 20-я линия, д. № 21. Автором проекта был архитектор А. А. Полещук. Строительные работы были завершены к 1914 году, во время войны в здании располагался военный госпиталь. Геологический комитет обустроил в здании лаборатории, музей, библиотеку, фотографический павильон.

### Специализация
В начале 1917 года был принят план реорганизации Геологического комитета по отраслевому принципу, для нужд добывающей промышленности.
Геолком подразделялся на отделы:
- Геологической карты
- Прикладной геологии (секции: металлов, золота, нефти, каменного угля, минеральных источников, солей, гидрогеологии)
- Музей.

### Советская реорганизация

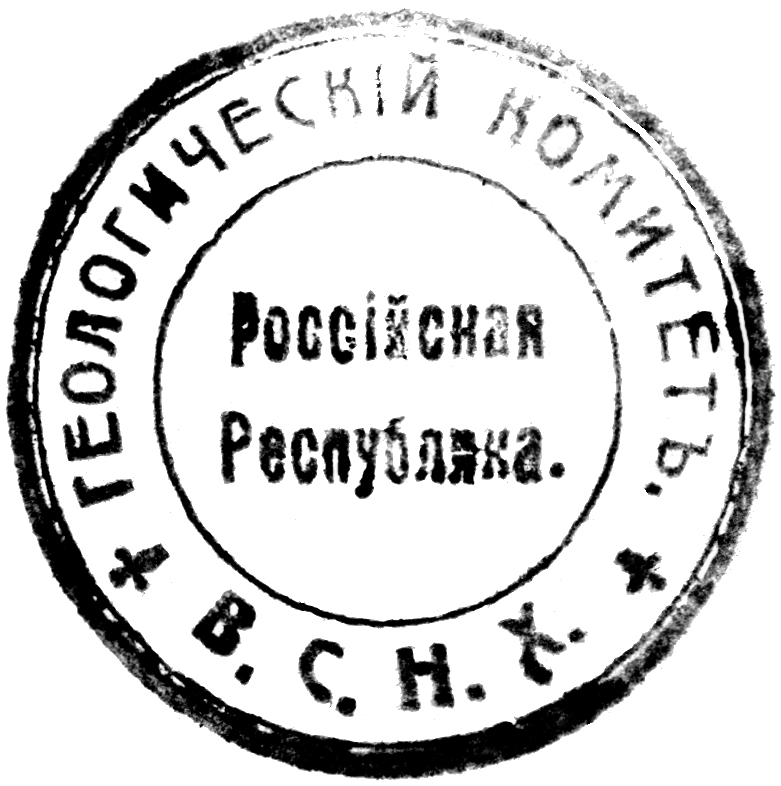
Геологический комитет, после 1918 года

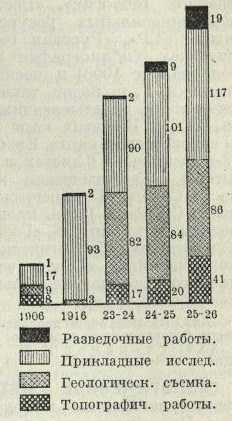
Рост работ Геолкома

После революций 1917 года деятельность Геолкома резко расширилась. Оно стало «центральным геологическим учреждением СССР».
В марте 1918 года комитет был передан в Высший Совет Народного Хозяйства (ВСНХ), а с 1923 года в его задачи были включены: организация, осуществление и регулирование всех геологических и геологоразведочных работ общегосударственного значения. Были созданы отделения (Московское, Украинское, Сибирское, Уральское, Среднеазиатское, Северо-Кавказское) и бюро (например, Закавказское).
В 1923 в состав Геолкома было введено управление «Центропромразведка», находившееся при Горном отделе ВСНХ. С этого времени в задачи Геолкома стало входить не только геологическое картирование и координация научных исследований геологического профиля, но и разведка полезных ископаемых.
Структура Геологического комитета в 1924 году:
| Дирекция  | Управление делами Финансово-материальная часть                                                                                     | Музей Лаборатория                           |
| Советы    | Научный Административно-хозяйственный                                                                                              |                                             |
| Бюро      | Библиографическое Топографическое Изданий                                                                                          |                                             |
| Секции    | Палеонтологическая Петрографическая Нефтяная Угольная Металлическая Неметаллических ископаемых Золота и платины Гидрогеологическая |                                             |
| Отделы    | Региональной геологии Прикладной геологии и разведок                                                                               | Секции по регионам Бюро разведок Бюро учёта |
| Отделения | Московское Украинское, Сибирское, Дальневосточное Северо-Кавказское, Закавказское, Уральское, Туркестанское                        |                                             |

В марте 1926 года приказом председателя ВСНХ (тогда им был Ф. Э. Дзержинский) была отменена выборная система формирования руководящих органов (в том числе директора) Геолкома, одновременно сужались полномочия Научного совета Геолкома. Таким образом помимо резкого расширения деятельности и численного состава, постепенно менялась и организационная структура Геолкома в соответствии с развитием государственных структур СССР.

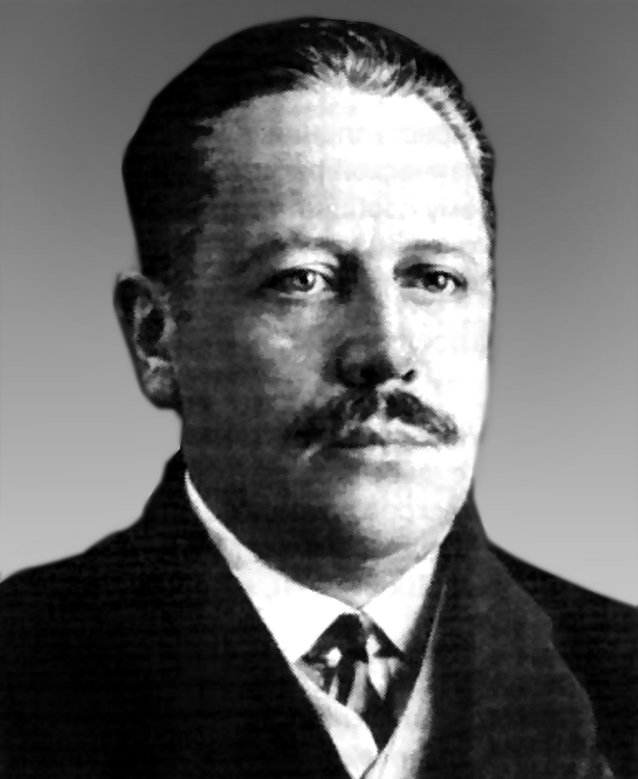
Д. И. Мушкетов, последний руководитель Геолкома

20 апреля 1926 года председателем Геолкома был назначен профессор и ректор Горного института Д. И. Мушкетов. Его заместителем назначен И. М. Губкин, помощниками — А. К. Мейстнер, В. К. Котульский и Н. Н. Тихонович.
В 1927 году приказом ВСНХ СССР на Геологический комитет возложено определение обеспеченности вновь строящихся предприятий по капитальному строительству запасами минерального сырья. В том же году во исполнение приказа № 881 ВСНХ СССР Геологический Комитет образовал Комиссию по подсчету запасов полезных ископаемых «для придания единообразия и авторитетности всем цифрам запасов, исходящих от Геологического Комитета». Первое заседание «Комиссии» (протокол № 1) состоялось 31 мая 1927 года, что и считается датой рождения ныне существующей Государственной комиссии по запасам полезных ископаемых (ГКЗ).
В 1928—1929 годах Геолком имел свыше 600 поисковых и разведочных экспедиций и 10 крупных региональных отделений, осуществлявших картирование, поиск и разведку полезных ископаемых.

### Ликвидация
25 октября 1928 года принимается решение о реорганизации Геолкома, согласно которому с одной стороны предписывалась децентрализация управления геолого-разведочными и геолого-съемочными работами на местах, а с другой — разделение научно-исследовательских и административных функций. Это была часть плана власти по разгрому старой науки.
В январе 1929 года директором Геолкома на «реконструктивный» период был назначен И. И. Радченко (профессиональный революционер, делегат I съезда РСДРП, заместитель председателя и член президиума ВСНХ), сложивший свои полномочия в январе 1930 вместе с ликвидацией Геолкома.
В 1929 году Геологический комитет был выделен из состава Научно-технического управления ВСНХ СССР и преобразован в Главное геолого-разведочное управление (ГГРУ) с непосредственным подчинением президиуму ВСНХ СССР (1929—1931).
В январе 1930 года Геолком был упразднен, функции координации и планирования геолого-разведочных работ переданы Главному геолого-разведочному управлению в Москве (ГГРУ), а отделения были преобразованы в районные геологоразведочные управления, на которые возлагалось производство геолого-съёмочных, поисковых и разведочных работ.
Руководитель московского отделения Геолкома И. М. Губкин принял участие в дискредитации и упразднении головной организации (находившейся в Ленинграде), подводя итоги (в ноябре 1933), он говорил: 

Но Геологический Комитет на этот путь никак не желал становиться, он считал этот путь искажением своего служения чистой науке.
Геологическая служба — один из элементов великой стройки, а не самодовлеющее учреждение со своими задачами служения геологической науке в мировом масштабе, каким стремился всё время сделаться старый царский Геолком

### Преемники
Оставленные в Ленинграде научно-исследовательские подразделения Геолкома продолжали свою деятельность в качестве отдельных отраслевых научных учреждений:
- Институт геологической карты
- Институт цветных металлов
- Институт чёрных металлов
- Институт неметаллических полезных ископаемых (нерудные ископаемые)
- Институт угля
- Институт подземных вод
- Институт геофизики
- Институт нефти
- Буровой трест
- Центральная химическая лаборатория
- Геологоразведочный музей и библиотека

А также — 12 районных геологоразведочных управлений (РГРУ).
В апреле 1931 они были вновь объединены (кроме Института нефти) в единый институт под названиями:
- 1931 — ЦНИГРИ[10] — Центральный научно-исследовательский геологоразведочный институт
- 1939 — ВСЕГЕИ — Всесоюзный научно-исследовательский геологический институт.

## Московское отделение Геолкома
Переименования по дате реорганизации:
- 19 октября 1918 — Московское отделение Геологического комитета (МОГК)
- Осень 1929 — Московское районное геологоразведочное управление (МРГРУ)
- Лето 1931 — Московский районный геологоразведочный трест (МРГРТ)
- Осень 1933 — Московский геолого-гидро-геодезический трест (МГГГТ)
- Лето 1935 — Московский геологический трест (МГТ)
- Осень 1938 — Московское государственное геологическое управление (МГГУ)
- Зима 1953 — Московское геологическое управление (МГУ)
- Осень 1954 — Геологическое управление Центральных районов (ГУЦР)
- Осень 1967 — Территориальное геологическое управление Центральных районов (ТГУЦР)
- Весна 1980 — Производственное геологическое объединение «Центргеология» (ПГО)
- Лето 1991 — Государственное геологическое предприятие «Центргеология» (ГГП).

## Сотрудники
Директора по году назначения (годы жизни):
- 1882, 1 год — Гельмерсен, Григорий Петрович (1803—1885)
- 1883, 2 года — Ерофеев, Василий Гаврилович (1822—1884)
- 1885, 8 лет — Карпинский, Александр Петрович (1846—1936)
- 1903, 11 лет — Чернышёв, Феодосий Николаевич (1856—1914)
- 1914, 3 года — Богданович, Карл Иванович (1864—1947)
- 1917, 1 год — Вебер, Валериан Николаевич (1871—1940)
- 1918, 3 года — Мейстер, Александр Карлович (1865—1938)
- 1921, 2 года — Рябинин, Анатолий Николаевич (1874—1942)
- 1923, 3 года — Яковлев, Николай Николаевич (1870—1966)
- 1926, 3 года — Мушкетов, Дмитрий Иванович (1882—1938)

Учёные секретари:
- 1913—1928 — Ширяев, Фёдор Николаевич

Известные учёные геолкома представлены в Категория:Геологи Геологического комитета

## Издания Геолкома
Серийные издания:
- Труды Геологического комитета
- Известия Геологического комитета (в библиотеке РГО)
- Вестник Геологического комитета
- Материалы по общей и прикладной геологии
- Обзор минеральных ресурсов.